# Annie Jourdan
Annie Jourdan, née le 24 février 1948 à Alès, est une historienne de la Révolution française et du Premier Empire. Elle approche ces deux thèmes de façon comparée - via l’Europe et l’Amérique.
Si elle a suivi un cursus différent de celui de ses collègues français – puisqu’elle a fait l'essentiel de ses études et de sa carrière aux Pays-Bas - depuis 2000, elle est habilitée à diriger des recherches en histoire moderne et contemporaine et participe pleinement à la vie culturelle et scientifique française. De 1987 à 2013, elle a travaillé au département de Français, puis à celui des Études européennes de l'université d'Amsterdam. Elle a publié un grand nombre de livres et d’articles sur les sujets susmentionnés.

## Biographie

### Études secondaires
Annie Jourdan a suivi un enseignement classique au lycée d’Alès, avant d’aller étudier l’allemand et l’anglais à l’Université de Montpellier. En 1971, elle a quitté la France et est partie aux Pays-Bas où elle a poursuivi des études de français à l’Université d’Amsterdam.

### Études supérieures
Elle a passé sa maîtrise en 1981 en lettres modernes. Son mémoire de maîtrise portait sur la réception contemporaine de Balzac et d’Eugène Sue. Mais, intriguée par le cadre nouveau que lui présentait le royaume des Pays-Bas et inspirée par les travaux de Maurice Agulhon, elle a consacré sa thèse aux représentations de la République française et s’est orientée vers l’histoire moderne et contemporaine.
Mona Ozouf, dont elle admirait les travaux sur la fête révolutionnaire, a accepté de codiriger sa thèse d’histoire. Annie Jourdan voulait comprendre ce qu’était au juste la ‘République française’ dans un monde où désormais, royaumes et républiques coexistent harmonieusement et ne présentent pas de différences notoires. Comment en était-on arrivé là et qu’était au juste cette République française ? Le sujet, s’avérant trop vaste, la thèse en question s’est avant tout concentrée sur les représentations monumentales et picturales de la Révolution française et de la Première république. Cela a donné lieu à une publication : Les Monuments de la Révolution. Une histoire de représentations (1789-1804), paru chez Honoré Champion en 1997.
Parallèlement, elle travaillait comme journaliste free-lance pour divers magazines culturels français. De 1985 à 1998, elle a écrit des articles pour City Magazine, Muséart, Art Press. Enfin, elle a été traductrice pour diverses institutions culturelles néerlandaises : Institut du théâtre néerlandais et Institut néerlandais des arts plastiques, mais a été contrainte de délaisser ces activités pour se concentrer exclusivement sur ses recherches universitaires.
En 2000, elle a présenté et obtenu son habilitation à diriger des recherches à l’Université de Paris I, Panthéon-Sorbonne – sous la direction d’Alain Corbin. Habilitation confirmée par une qualification aux fonctions de professeur des Universités du ministère français de l’Education nationale, section 22. Histoire et civilisations histoire des mondes modernes, histoire du monde contemporain.

## Travaux
Maître de conférence au département de français de l'université d'Amsterdam (1987-1998), où elle enseignait avant tout la culture française, Annie Jourdan est ensuite passée au département d’Etudes européennes (1998-2013), où les cours étaient plus variés et mieux accordés avec ses travaux. C’est dans ce cadre qu’elle a initié en 2002 un programme de recherches sur les transferts culturels à l’époque révolutionnaire entre la France et les Pays-Bas, subventionné par le Nederlandse Organisatie voor Wetenschappelijk Onderzoek (en), organisation néerlandaise pour la recherche scientifique. Lauréate du prix Aspasie, elle est devenue professeur associée aux Etudes européennes en 2002. C’est dans ce cadre qu’elle a écrit un ouvrage remettant en question l’exceptionnalité de la Révolution française : La Révolution, une exception française ?, Flammarion, 2004 et réédité par Champs Flammarion en 2006. Cet ouvrage a été nommé au prix d’Histoire du Sénat en 2004 – et a terminé troisième.
Depuis, ses travaux interrogent les autres révolutions, contemporaines de celle de la France ou de celles qui précèdent, afin de mieux cerner les spécificités et les affinités des unes et des autres. Les résultats sont surprenants et enrichissants pour la connaissance des préoccupations des hommes et femmes de l’époque et pour celle des constitutions occidentales (voir la publication en français dans la revue italienne Mo.do d’avril 2021).
De 2002 à 2013, elle a régulièrement publié des livres et des articles; dirigé des publications issues de colloques et poursuivi ses travaux sur la Révolution française, les républiques dites sœurs, et le Premier Empire. Elle a aussi dirigé ou codirigé des thèses d’histoire dans diverses universités. Elle a été professeur invité (Visiting Professor) à l’Université de Sussex, au département d’histoire (2007) et à l’Université d’Etat de Floride, Institut des études révolutionnaires et napoléoniennes (2010). En 2016-2018, elle a codirigé des séminaires à Paris I, Institut d’Histoire de la Révolution française, avec le professeur Pierre Serna. Parallèlement, elle a été membre durant dix ans du conseil exécutif de H-France, un site américain consacré exclusivement aux études littéraires et historiques sur la France; elle est membre du bureau exécutif de la Commission internationale d’Histoire de la Révolution française et est fréquemment appelée à faire partie de comités ou conseils scientifiques. Notamment celui qui organisait l’exposition des affiches révolutionnaires de l’Assemblée nationale, sous le titre La Révolution s’affiche, Fayard, 2019.
En 2017, elle a contribué comme nombre de collègues historiens à la publication de l'Histoire mondiale de la France, traduite en diverses langues, sous la direction de Patrick Boucheron, et publiée par Le Seuil. Elle contribue régulièrement à des discussions dans le cadre de la rubrique «Regards croisés» de la revue des Annales historiques de la Révolution française.
En 2018, elle a publié une Nouvelle Histoire de la Révolution (Flammarion), où elle tente de démystifier les idées reçues sur la Révolution française et celles sur les républiques dites sœurs. Contrairement aux historiens qui privilégient les ‘arguments’ au détriment des sources primaires, Annie Jourdan poursuit encore et toujours ses recherches en archives, en quête d’éléments nouveaux sur la période révolutionnaire, notamment sur la justice et son fonctionnement. A la recherche de l’insaisissable objectivité, elle s’interroge sur ce qu’on a appelé ou ce qu’on appelle encore la ‘Terreur’, et elle restitue leurs responsabilités à tous les acteurs, qu’ils soient royalistes ou révolutionnaires. Les comparaisons avec d’autres révolutions contemporaines à celle de la France procurent d’autres pistes à explorer plus avant, qui font l’objet de ses présents et prochains travaux.

## Inspiration
Le fil rouge qui traverse sa carrière est le thème de la Liberté. Annie Jourdan, en effet, n’a jamais été liée à un parti politique particulier ou à des institutions autres que scientifiques, mais a toujours été séduite par les idéaux initiaux de la Révolution française, et notamment ceux de liberté et d’autonomie / indépendance – auquel elle a consacré plusieurs séminaires de Master. Pourrait s’y ajouter une vive soif d’équité, qui motive pour une part ses derniers travaux.
Pour elle, l’historien se doit par ailleurs de privilégier l’érudition et la critique, et non l’empathie et la nostalgie. Mieux connaître et faire connaître les événements et leurs acteurs, c’est là son credo. Son prochain ouvrage, consacré à madame de Staël, ne fera que le confirmer.

### Thématiques et périodes privilégiées
Les thématiques travaillées par Annie Jourdan sont :
- Les représentations mentales et visuelles
- Les politiques culturelles et artistiques
- Les politiques révolutionnaires
- Les idées politiques et constitutionnelles articulées aux réalités
- L'analyses de discours
- Les échanges et histoires transnationales

Les périodes de prédilections de son travail sont :
- La période des lumières françaises et occidentales
- L'âge des Révolutions
- Le Premier Empire et son héritage révolutionnaire sous les Restaurations européennes.

## Publications

### Ouvrages
- Annie Jourdan, Les monuments de la Révolution. Une histoire de représentation, Honoré Champion, 1997 (ISBN 2852036541)
- Annie Jourdan, Napoléon. Héros, Imperator, Mécène, Aubier, 1998 (ISBN 2080250035)
- Annie Jourdan, L’empire de Napoléon, Champs Flammarion, 2000 (ISBN 9782080830074)
- Annie Jourdan, La Révolution, une exception française ?, Flammarion, 2004 (réimpr. 2006) (ISBN 9782080801234)
- Annie Jourdan, Mythes et légendes de Napoléon. Entre rêve et réalité, éditions Privat, 2004 (ISBN 978-2708908093)
- Annie Jourdan, Jean-Paul Bertaud et A. Forrest, Napoléon, le monde et les Anglais, Autrement, 2004 (ISBN 2746705486)
- Annie Jourdan, Amsterdam en révolution, 1795-1798. Un jacobinisme batave ?, Amsterdam, Working papers European Studies, 2006, 58 p..
- Annie Jourdan, La Révolution batave entre la France et l’Amérique, Presses Universitaires de Rennes, 2008 (lire en ligne)
- Annie Jourdan, Nouvelle histoire de la Révolution, Flammarion, 2018 (ISBN 9782081250369)
- Annie Jourdan, Le Rendez-vous manqué, Flammarion, coll. « Au fil de l'histoire », 2023 (ISBN 978-2-0802-4484-0)

#### Réédition d’ouvrages
- Annie Jourdan, La Révolution. Une exception française ?, Champs Flammarion, 2006.
- Annie Jourdan, L’empire de Napoléon, Champs Université, 2006.
- Annie Jourdan, La Révolution française. Une histoire à repenser, Champs Flammarion, 2021.
- Annie Jourdan, Nouvelle Histoire de la Révolution, poche Flammarion, 2018.
- Annie Jourdan, Napoléon. Héros, Imperator, Mécène, Flammarion, 2021.

### Direction de publication d’ouvrages
- Robespierre. Figure Réputation, Amsterdam/Atlanta, Yearbook of European Studies, 1996.
- Joep Leerssen (en) (dir.), Remous révolutionnaires. République batave, armée française, Amsterdam University Press, 1996.
- Michael Cook (dir.), Journalisme et fiction au XVIIIe siècle, Bern, Peter Lang, 1999.
- K. Meerhoff (dir.), Mémorable Marmontel, Amsterdam/Atlanta, 1999.
- « La Révolution batave ou les péripéties d’une république sœur », Annales historiques de la Révolution française, no 4,‎ 2001.
- Louis Bonaparte, roi de Hollande, Paris, Nouveau Monde éditions, 2010.
- Fondation Napoélon (dir.), Correspondance générale de Napoléon Bonaparte, vol. 10, Fayard, 2014.
- 230 ans après : que signifie la Révolution française aujourd’hui ?, Marisa Linton & Ian Coller du Salon de H-France no.11, H-France Salon, décembre 2019 (lire en ligne).

### Entretiens
- Annie Jourdan, Entretien par Roger Revuz et Odile Dauphin, Cahiers du mouvement ouvrier, 12 décembre 2018

- Annie Jourdan et Emmanuel-Joseph Siéyès, « Qu'est-ce que le tiers état ? », La bibliothèque idéale du savoir, Champs. Flammarion.,‎ 2018, p. I-XI (ISBN 9782081445314)

- Annie Jourdan et Jules Prevost, « Les révolutions nous ont laissé des droits en héritage », Le Monde hors-série : L’Histoire des Révolutions, Le Monde / La Vie,‎ 2018, p. 48-49
- Annie Jourdan et Séverine Nikel, « La Révolution, une exception française ? », L'histoire, no 288,‎ juin 2004 (lire en ligne)
- Annie Jourdan, « We, the people », L'histoire, no 342,‎ mai 2009 (lire en ligne)

### Podcast
- (en) Annie Jourdan, Podcast par Bridget Kendall, Napoleon: From empire to exile, BBC World Wide - The Forum, 1er avril 2019.

### Sélection d'articles plus anciens par ordre thématique
- Annie Jourdan, « Le triomphe de Lucien de Rubempré : faux poète, vrai dandy », Les Illusions perdues. L’œuvre capitale dans l’œuvre, F. van Rossum-Guyon, Rodopi, Groningue,‎ 1988, p. 62-77
- Annie Jourdan, « Du sacre du philosophe au sacre du militaire : les grands hommes et la Révolution », Revue d’histoire moderne et contemporaine, no 39,‎ 1992, p. 403-422
- Annie Jourdan, « La guerre des dieux ou l’héroïsme révolutionnaire chez Madame Roland et Robespierre », Romantisme, no 85,‎ 1994, p. 19-26 (lire en ligne)
- Annie Jourdan, « Le culte de Rousseau sous la Révolution : la statue et la panthéonisation du Citoyen de Genève », Studies on Voltaire and the Eighteenth Century, no 324,‎ 1994, p. 57-77
- Annie Jourdan, « Le Machiavel de Rousseau : politique et religion », Yearbook of European Studies, no 8,‎ 1995, p. 63-93 (lire en ligne)
- Annie Jourdan, « Rousseau, critique des monuments et des arts », Studies on Voltaire and the Eighteenth Century, no 369,‎ 1999, p. 231-253
- Annie Jourdan, « Représentation et nation. Rousseau et le pouvoir des signes », Jean-Jacques Rousseau, politique et nation, Robert Thiéry, Honoré Champion,‎ 2001, p. 267-282
- (en) Annie Jourdan, « The Image of Gaul during the French Revolution : between Charlemagne and Ossian », Celticism, T. Brown, Rodopi, Groningue,‎ 1996, p. 183-206 (lire en ligne)
- Annie Jourdan, « « Images de la Pucelle à l’époque révolutionnaire. Martyre illuminée, guerrière héroïque ou vierge céleste », Jeanne d’Arc entre les nations, Amsterdam - Atlanta, J. Koopmans, Crin 33,‎ 1998, p. 53-76
- Annie Jourdan, « Images de Napoléon : un empereur en quête de légitimité », Images de Napoléon : un empereur en quête de légitimité, vol. 8, no 4,‎ 2000, p. 433-444
- Annie Jourdan, « L’allégorie révolutionnaire : de la liberté à la république », Dix-Huitième Siècle, no 27,‎ 1995, p. 503-532
- Annie Jourdan, « L’éclipse d’un soleil : Louis XVI et les projets monumentaux de la Révolution », Annales canadiennes d’histoire, no 32,‎ 1997, p. 361-374
- Annie Jourdan, « Les artistes en révolution. De la diversité des engagements », Terminée la Révolution, Calais, M. Biard,‎ 2002, p. 161-176
- Annie Jourdan, « Les concours de l’an II : en quête d’un art républicain », La Révolution française au carrefour des recherches, M. Lapied et Chr. Peyrard, PUP,‎ 2003, p. 263-278
- (en) Annie Jourdan, « Napoleon and his artists. In the Grip of Reality », Taking Liberties. Problems of a New Order from the French Revolution to Napoleon, Manchester, H. Brown & J. Miller,‎ 2002, p. 185-204
- (en) Annie Jourdan, « The ‘Alien Origins’ of the French Revolution. American, Scottish, Genevan and Dutch Influences », Proceedings of the Annual Meetings of the Western Society for French History, no 35,‎ 2007, p. 185-205 (lire en ligne)
- Annie Jourdan, « Les discours de Robespierre : la parole au pouvoir », Robespierre figure-réputation, Amsterdam / Atlanta, A. Jourdan,‎ 1996, p. 73-110
- Annie Jourdan, « Robespierre journaliste : fictions politiques », Journalisme et Fiction au 18e siècle, M. Cook & A. Jourdan, Peter Lang,‎ 1999, p. 229-241